# Molecular Structure of Nucleic Acids: A Structure for Deoxyribose Nucleic Acid

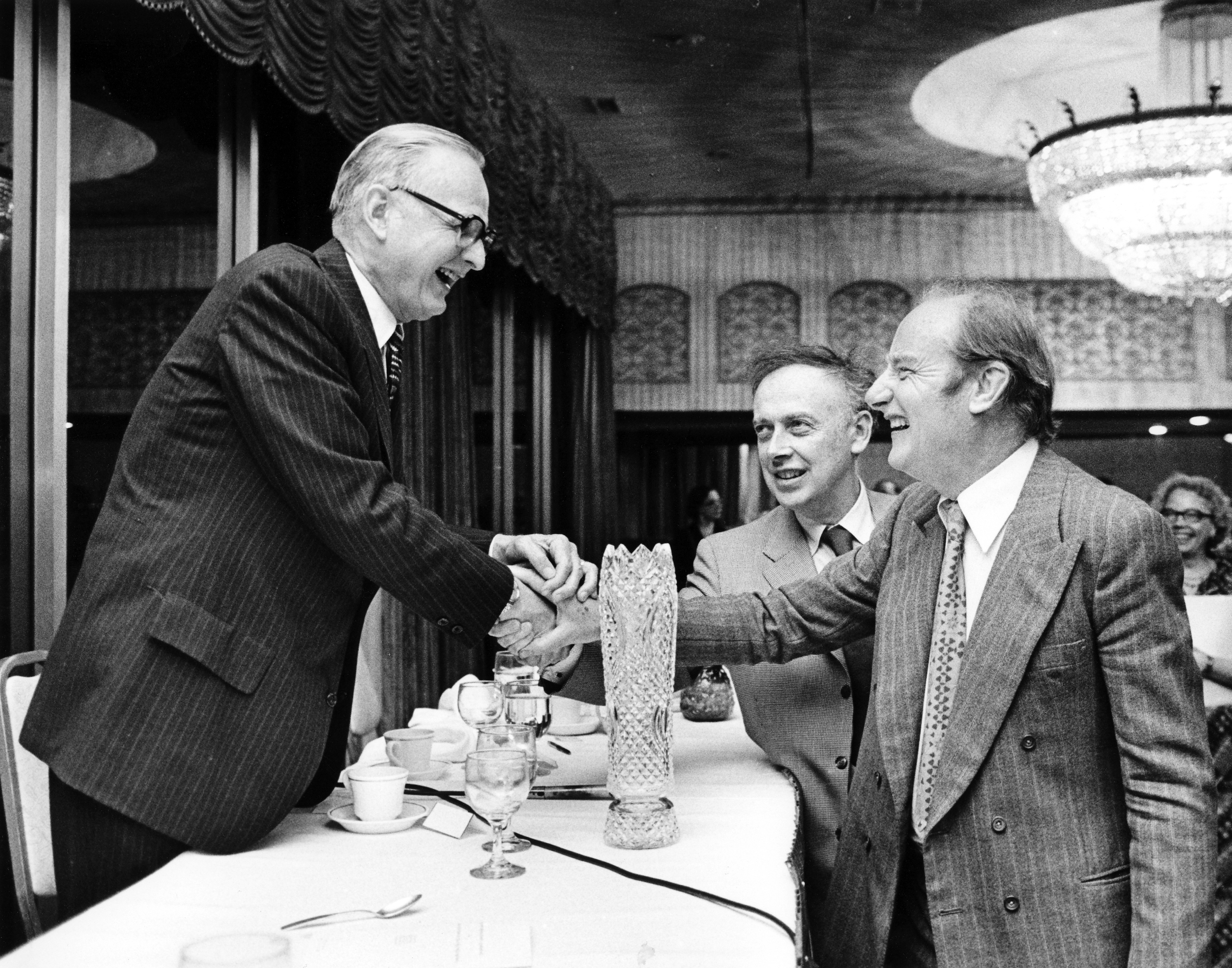
Maclyn McCarty mit Francis Crick und James D. Watson

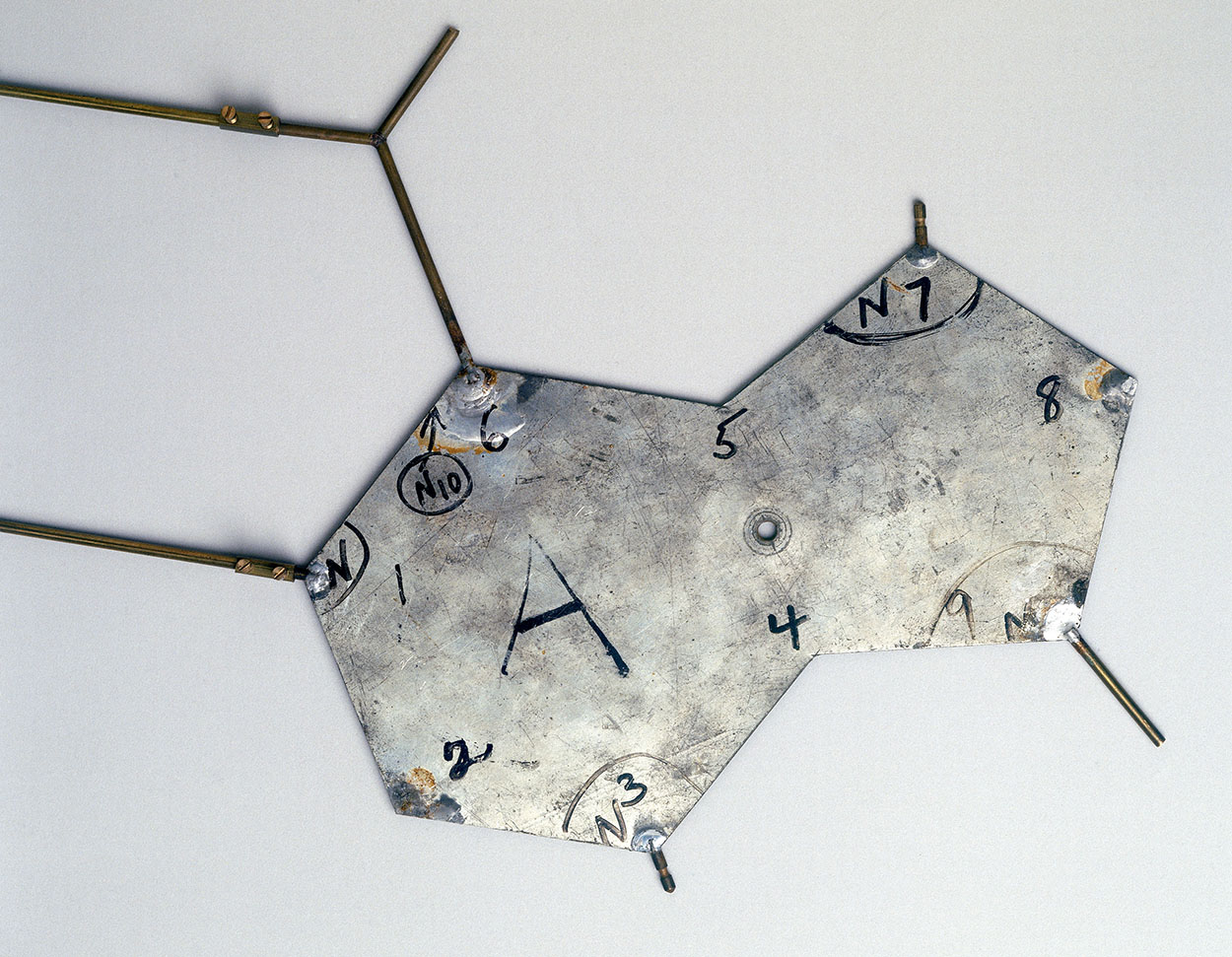
Watson und Crick nutzten viele Aluminium-Vorlagen wie diese (Adenin (A)), um 1953 ein physisches Modell der DNA zu konstruieren.

Molecular structure of Nucleic Acids: A Structure for Deoxyribose Nucleic Acid (deutsch: „Molekulare Struktur von Nukleinsäuren: Eine Struktur für Desoxyribonukleinsäure“) ist ein von James D. Watson und Francis Crick am 25. April 1953 in Band 171 des Wissenschaftsjournals Nature auf den Seiten 737 bis 738 veröffentlichter Artikel.

## Hintergrund
Der Artikel war die erste Veröffentlichung, welche die Entdeckung der Doppelhelix als Struktur der DNA beschrieb. Die Entdeckung hatte einen großen Einfluss auf die weitere Entwicklung der Biologie, besonders der Genetik. In derselben Zeitschrift erschienen gleichzeitig Artikel von Rosalind Franklin und Raymond Gosling sowie von Maurice Wilkins über die röntgenkristallographischen Grundlagen der DNA, die wesentlich für die Entwicklung des Modells von Crick und Watson waren. Die beteiligten Wissenschaftler und ihre Laborchefs einigten sich über die Aufteilung und gleichzeitige Veröffentlichung in Nature zuvor. Watson selbst berichtet über die Entstehung der Arbeit aus seiner Sicht in Die Doppelhelix. Darin gibt er preis, wie er an die wesentlichen röntgenkristallographischen Informationen für ihr Modell gelangte, was ihm später den Vorwurf wissenschaftlichen Fehlverhaltens einbrachte, zumal Watson und Crick in ihrem Nature-Artikel selbst nur unzureichend auf die Informationen eingingen, die sie ohne deren Wissen aus dem Labor von Franklin erlangten. Sie schrieben einerseits wider besseres Wissen, dass sie sich im Wesentlichen (wenn auch nicht ausschließlich) nur auf publizierte Informationen verließen, dankten andererseits Franklin und Wilkins für den Stimulus aus der allgemeinen Kenntnis ihrer unveröffentlichten experimentellen Arbeit (“We have also been stimulated by a knowledge of the general nature of the unpublished experimental results and ideas of Dr. M. H. F. Wilkins, Dr. R. E. Franklin and their co-workers at King’s College, London”). Watson hatte insbesondere von Wilkins ohne Franklins Wissen Zugang zu Aufnahmen der B-Form der DNA (Foto 51) und Crick und Watson hatten zusätzlich Informationen aus einem Bericht von Franklin über ihre Arbeit für den Medical Research Council, den sie über Max Perutz erhielten.
Dieser Artikel wird oft eine „Perle der Wissenschaft“ genannt, da er eine kurze Erklärung zu einem der grundlegenden Rätsel lebender Organismen enthält. Dieses Rätsel war die Frage, wie es möglich ist, genetische Informationen in einem Organismus zu speichern und von Generation zu Generation weiterzugeben. Der Artikel zeigte eine einfache und elegante Lösung, die viele Biologen überraschte – zu einer Zeit, als man glaubte, dass die Transkription sehr viel komplexer und schwieriger zu verstehen sei. Watson und Crick schrieben dazu in ihrem Nature-Artikel:

“It has not escaped our notice that the specific pairing we have postulated immediately suggests a possible copying mechanism for the genetic material”

„Es ist unserer Aufmerksamkeit nicht entgangen, dass die von uns populierte besondere Art der Paarung [der Basen] unmittelbar einen möglichen Kopiermechanismus für das genetische Material liefert“

Diese wie viele Leser fanden sehr zurückhaltend formulierte Aussage war, wie Crick in seiner Autobiographie What mad pursuit (S. 66) schrieb, das Ergebnis eines Kompromisses. Watson wollte in einer seiner periodischen Phasen der Unsicherheit (so Crick) den Satz weglassen, Crick bestand darauf als eine Art Festschreibung eines Prioritätsanspruchs. Ihre Folgerungen der von ihnen entdeckten DNA-Doppelhelix-Struktur für die Gen-Republikation stellten sie bald darauf in einem weiteren Nature-Artikel dar (allerdings noch ohne vermittelnde Wirkung von RNA, deren Rolle aber zumindest Watson klar war, wie er in seinem Buch The double helix, Kapitel 21, darstellt). Erst später (1957/58) formulierte Crick das Zentrale Dogma der Molekularbiologie, das den Informationsfluss von DNA über RNA zur Proteinsynthese beschreibt.
Es gibt einen Folgeartikel, in der der Inhalt ausführlicher dargestellt wird (der Nature-Artikel war nur für kurze Mitteilungen).

### Online-Versionen des Artikels
- Kommentierte Kopie des Artikels vom Exploratorium, San Francisco
- Kopie der National Library of Medicine (PDF; 195 kB) in der Francis Crick Documents Collection
- James D. Watson, Francis H. Crick: Molecular Structure Of Nucleic Acids. In: American Journal of Psychiatry. Band 160, Nr. 4, 2003, S. 623–624, doi:10.1176/appi.ajp.160.4.623 (englisch, Gedenkversion – freier Volltext).